# 말타-부레티 문화
말타-부레티 문화(Mal'ta-Buret' culture)는 바이칼호 서부의 안가라강 상류 부근에서 발견되고 후기 구석기 시대인 24,000~15,000년 전에 비정되는 고고학적 문화이다. 이름은 유적이 발견된 러시아 이르쿠츠크 주의 마을 말타(Мальта)와 부레티(Буреть)에서 딴 것이다.
말타 유적지는 1920년대부터 주로 러시아의 고고학자 미하일 게라시모프에 의해 발굴되었다. 게라시모프는 법의학적 얼굴 복원(Forensic facial reconstruction) 분야에 대한 기여로 더 잘 알려져 있으나, 말타 유적의 발견 역시 당시로서는 최초로 발견된 북아시아의 후기 구석기 시대 문화로서 그의 주요 업적이다.
말타 근처에서 발굴된 약 24,000년 전의 것으로 추정되는 남자아이의 유해는 MA-1으로 이름 붙여져 있으며, 구석기 시대 인구 이동의 분석에 있어 매우 중요한 자료이다. 최근의 연구에 의하면 MA-1가 속하는 유전적 혈통은 시베리아와 아메리카 원주민의 조상은 물론 청동기시대 유라시아 스텝 지역의 얌나야 문화와 보타이 문화 구성원의 조상과도 연관된 것으로 드러났다. 오늘날의 인구 중에는 특히 아메리카 원주민, 케트인, 만시인, 셀쿱인이 MA-1와 높은 혈통적 연관성을 보인다. 고고유전학에서는 말타-부레티 문화와 연관된 것으로 보이는 고대 혈통을 고대 북유라시아인(Ancient North Eurasian, ANE)이라 명명하고 있다.

## 물질 문화
말타인들은 반지하 거주지를 만들어 살았는데, 큰 동물 뼈들로 조립한 벽을 둘렀으며 순록 뿔로 지붕을 짓고 시베리아의 혹독한 날씨를 막기 위해 동물 가죽을 씌웠다. 거대한 뼈로 지은 이러한 주거지는 프랑스, 체코슬로바키아, 우크라이나 등의 후기 구석기 시대 유라시아 서부에서 발견되는 주거지와 유사하다. 인근의 말타 유적지는 부레티 유적지와 함께 동시베리아에서 발견된 가장 오래된 고고학 유적이다.
말타-부레티 문화의 예술은 유럽에서 발견되는 것과 비슷한 비너스 소상(Venus figurine) 유형의 휴대용 예술품으로, 말타 아이의 여러 부장품 중에도 비너스 소상이 있었다. 말타 유적에서 발견되기 전까지 이는 유럽에만 분포하는 것으로 여겨져 왔었다. 소상은 매머드의 상아로 조각되어 있으며 일반적으로 매우 양식화되어 있고 종종 가슴이나 엉덩이를 강조한 장식적이고 불균형한 특징이 보이는데 이러한 강조된 특징은 다산을 상징한다고 여겨진다.

## 고고유전학
말타 소년, 이른바 MA-1은 기저계통 Y-DNA 하플로그룹 R*의 유일하게 알려진 사례이다. 즉, 하플로그룹 R1, R2 또는 이들의 부차적 하위 계통에 속하지 않는 집단의 유일하게 알려진 구성원이다. MA-1의 미토콘드리아 DNA는 하플로그룹 U의 밝혀지지 않은 하위 클레이드에 속했다. MA-1의 유해는 현재 상트페테르부르크의 에르미타주 박물관에 소장되어 있다.
최근의 고고유전학에서는 말타-부레티 문화와 밀접한 관련이 있는 아폰토바 고라 문화 유해와 연관된 인구 계통을 나타내는 혈통 구성요소에 고대 북유라시아인(Ancient North Eurasian, ANE)이라는 용어를 붙였다. 이들은 유전적으로 현대의 서유라시아인과 아메리카 원주민의 중간에 위치해 있으면서 동아시아인과는 구분되는 것으로 전해졌다. 이 고대 혈통은 시베리아인, 아메리카 원주민, 청동기시대 유라시아 스텝의 얌나야인과 보타이인 등의 조상 구성에 기여했다. 특히 현대의 아메리카 원주민과 시베리아의 케트족, 만시족, 셀쿠프족은 MA-1와 관련된 조상 구성을 높게 가지고 있는 것으로 나타났다.

## 관련 문헌
- Flegontov, Pavel; Changmai, Piya;  외. (2016년 2월 11일). “Genomic study of the Ket: a Paleo-Eskimo-related ethnic group with significant ancient North Eurasian ancestry”. 《Scientific Reports》 6: 20768. arXiv:1508.03097. Bibcode:2016NatSR...620768F. doi:10.1038/srep20768. PMC 4750364. PMID 26865217.
- Haak, W.; Lazaridis, I.;  외. (2015). “Massive migration from the steppe was a source for Indo-European languages in Europe”. 《Nature》 522 (7555): 207–11. arXiv:1502.02783. Bibcode:2015Natur.522..207H. doi:10.1038/nature14317. PMC 5048219. PMID 25731166.
- Raghavan, Maanasa; Skoglund, Pontus;  외. (2014). “Upper Palaeolithic Siberian Genome Reveals Dual Ancestry of Native Americans”. 《Nature》 505 (7481): 87–91. Bibcode:2014Natur.505...87R. doi:10.1038/nature12736. PMC 4105016. PMID 24256729.

## 같이 보기
- 후기 구석기 시대
- 고대 북유라시아인